# Jana Thieme
Jana Thieme (6 luglio 1970) è un'ex canottiera tedesca.

## Palmarès

### Olimpiadi
- 1 medaglia:
  - 1 oro (Sydney 2000 nel due di coppia)

### Mondiali
- 6 medaglie:
  - 5 ori (Bled 1989 nel quattro di coppia; Račice 1993 nel singolo; Tampere 1995 nel quattro di coppia; Colonia 1998 nel quattro di coppia; St. Catharines 1999 nel due di coppia)
  - 1 bronzo (Indianapolis 1994 nel due di coppia)